# Carnunt
Carnunt (llatí: Carnuntum; grec antic Καρνοῦς, Karnus) era una antiga i important ciutat celta del nord de Pannònia a la part sud del Danubi. En queden restes a l'actual Haimburg.
Abans que Vindobona assolís la preeminència militar de la regió, Carnunt era una plaça important pels romans que hi tenien la flota del Danubi i la Legió XIV Gemina, després traslladades a Vindobona. S'han trobat inscripcions que la defineixen com a colònia romana, i altres que l'anomenen municipi. L'emperador Marc Aureli la va elegir com a centre de les operacions contra els marcomans i els quades, i hi va viure durant tres anys, i allí va escriure una part de les seves Meditacions. La ciutat tenia també una important fàbrica d'armament. Septimi Sever va ser proclamat emperador per l'exèrcit en aquesta ciutat, segons diu Deli Espartià.
Al segle iv Carnunt va ser ocupada pels germànics i destruïda. La flota i la legió es van traslladar a Vindobona, segons Ammià Marcel·lí. Valentinià la va reconstruir cap a l'any 370 i la va convertir en base per les seves operacions contra els quades. Sembla que es va recuperar la seva població i va tornar a ser la seu de la Legió XIV Gemina. Finalment la ciutat va ser destruïda en les guerres de l'edat mitjana contra els magiars. Titus Livi menciona un fort al que anomena Carnus, però no se sap si és Carnunt o un altre lloc situat a la Il·líria.